# Motif Window Manager
Motif Window Manager (MWM) je ve výpočetní technice správce oken pro X Window System založený na Motif toolkitu.

## Úvod
MWM je odlehčený okenní manažer, který má robustní shodu a konfiguraci vlastností, kterými disponuje. Poprvé se MWM objevil na začátku 90. let, spolu s Motif toolkitem. MWM podporuje: Common User Interface (tj. Alt-Panel je standardně přepínání oken), určitou podporu internacionalizace, Common Desktop Environment, X Resource Database (/home/app-defaults/ a běhovou), protokol X Session Manager, X Edited Resource Protocol (pro editaci dat widgetů), ikony na pracovní ploše, možnost používání obrázků pro dekoraci pracovní plochy, posouvání nevirtuální pracovní plochy (před verzí 2.1 podporoval virtuální plochy). MWM není správce pracovní plochy, ale jen správce oken, takže pouze spravuje okna; předpokládá se, že konfiguraci, programy, zvuk, apod. poskytují jiné programy. Menu, mapování uživatelských vstupů, funkce pro správu a uživatelsky vytvořené funkce se konfigurují pomocí textového souboru.

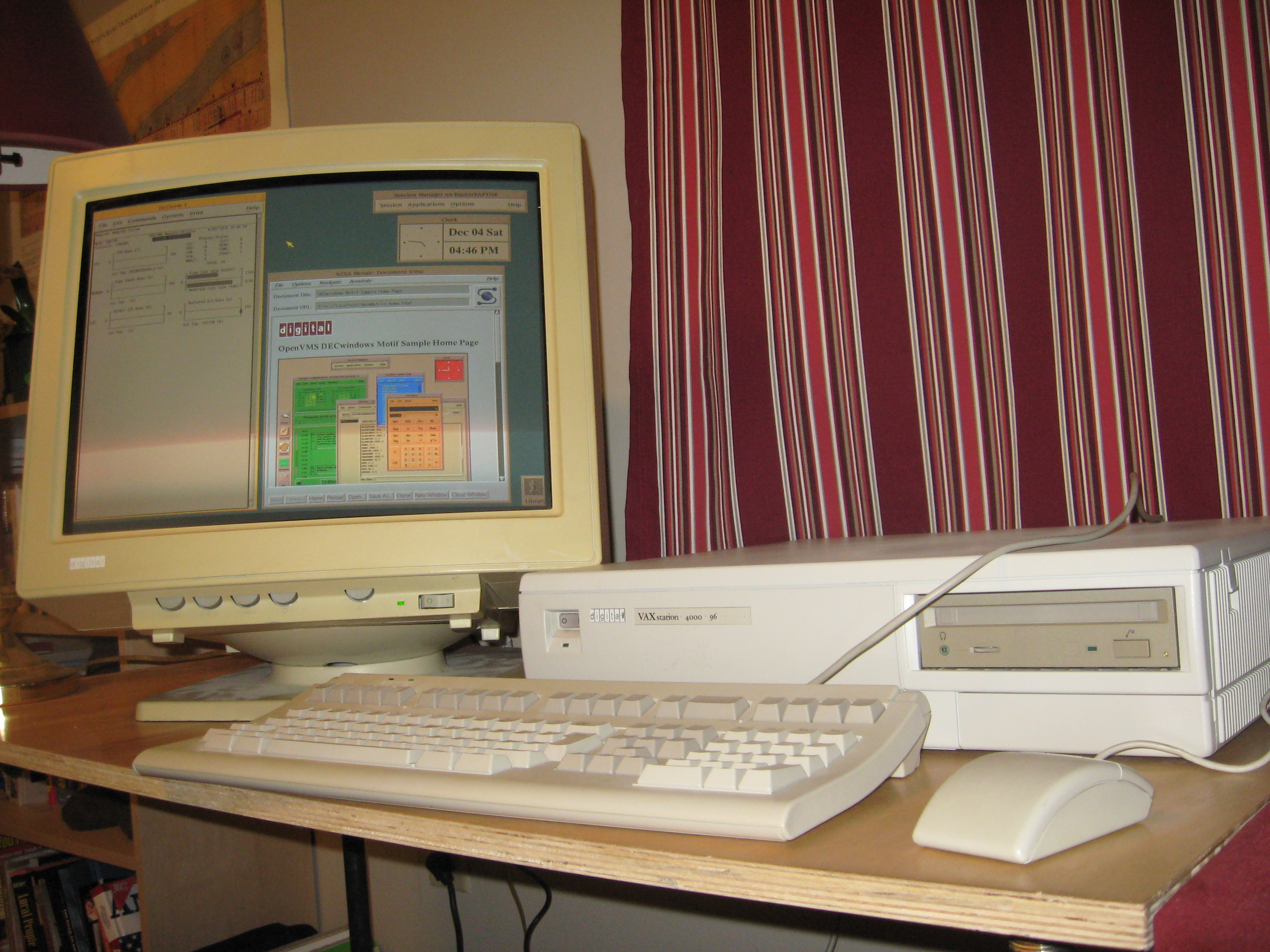
Počítač VAXstation 4000 model 96 s operačním systémem OpenVMS 6.1 s prostředím DECwindows Motif používající mwm

## Původ
Motif a MWM vytvořila Open Software Foundation (Motif byl dokonce nazýván „OSF/Motif“), ale nyní je vlastněný skupinou The Open Group.[zdroj?]

## Licencování
Původně byl MWM a Motif dostupný pouze komerčně. Podobný software byl dostupný také jako OpenMotif, i když se nejednalo o software splňující pravidla softwaru s otevřeným zdrojovým kódem nebo svobodného softwaru. Na konci roku 2012 byly Motif a MWM vydány s licencí GNU Lesser General Public License jako svobodný software.[zdroj?]